# Sailing Away
Sailing Away is de negentiende aflevering van het zevende seizoen van de televisieserie ER, die voor het eerst werd uitgezonden op 26 april 2001.

## Verhaal
Dr. Corday krijgt weeën en gaat met spoed naar het ziekenhuis, daar bevalt zij van een dochter en zij krijgt de naam Ella.
Dr. Benton komt een oude bekende tegen onder zijn patiënten, zijn oude leraar van de highschool.
Lockhart krijgt een telefoontje uit Oklahoma, daar heeft haar moeder Maggie zichzelf opgesloten in een motelkamer in een manische bui. Zij gaat samen met dr. Carter ernaartoe om Maggie op te halen, op de terugweg steelt Maggie slaappillen en pleegt hiermee zelfmoord. Zij kunnen Maggie net op tijd op de SEH krijgen om haar te redden. Onderweg belt dr. Carter met Rena, zij is niet blij dat hij met Lockhart is meegegaan en vertelt hem dat hun relatie over is.
De SEH wordt overspoeld met studentes die gewond zijn geraakt door ontgroeningen.

## Rolverdeling

### Hoofdrollen
- Anthony Edwards - Dr. Mark Greene
- Noah Wyle - Dr. John Carter
- Alex Kingston - Dr. Elizabeth Corday
- Goran Višnjić - Dr. Luka Kovac
- Michael Michele - Dr. Cleo Finch
- Erik Palladino - Dr. Dave Malucci
- Ming-Na - Dr. Jing-Mei Chen
- Eriq La Salle - Dr. Peter Benton
- Maura Tierney - verpleegster Abby Lockhart
- Mark Valley - Richard Lockhart
- Yvette Freeman - verpleegster Haleh Adams
- Laura Cerón - verpleegster Chuny Marquez
- Lily Mariye - verpleegster Lily Jarvik
- Lyn Alicia Henderson - ambulancemedewerker Pamela Olbes
- Emily Wagner - ambulancemedewerker Doris Pickman
- Lourdes Benedicto - Rena Trujillo
- Sally Field - Maggie Wyczenski
- Troy Evans - Frank Martin
- Kristin Minter - Randi Fronczak
- Demetrius Navarro - Morales

### Gastrollen (selectie)
- Zachery Ty Bryan - student van Upsilon Psi Lambda vereniging
- Roger Robinson - Carl Ferris
- Lyle Kanouse - Mitch
- Ben Lang - Adam
- Keith Robinson - William White
- Samaire Armstrong - Tasha
- Flora Burke - oude vrouw
- Margaret Emery - Amy
- Heath Freeman - Kevin